# Fulla (déesse)
Pour les articles homonymes, voir Fulla.
Fulla est la déesse scandinavienne de la fertilité à être la servante de Frigg dans la mythologie nordique. Elle est vierge, et porte ses cheveux flottants avec un bandeau d’or autour de la tête. Confidente de Frigg, elle porte le coffret de cette dernière et a la garde de ses chaussures.